# Tancuj Matyldo
Tancuj Matyldo je tragikomický film českého režiséra Petra Slavíka. Popisuje komplikované soužití tří generací: extrovertní Matyldy, jejího uzavřeného syna Karla a nezodpovědného vnuka Pavla, ke kterým se musí nastěhovat poté, co nečekaně přijde o byt; zároveň u ní propuká Alzheimerova choroba. Scénář byl inspirován příběhem matky scenáristky Nataši Slavíkové.
Vznik snímku podpořil Státní fond kinematografie, slovenský Audiovizuálny fond, Plzeňský kraj a Nadace města Bratislavy.

## Hrají

### Hlavní a vedlejší role
| Karel Roden                | soudní exekutor Karel Jaroš, syn Matyldy |
| Regina Rázlová             | Matylda Jarošová, bývalá pěvkyně         |
| Antonio Šoposki            | Pavel Jaroš, vnuk Matyldy                |
| Zuzana Kanócz              | advokátka Lucie, Karlova přítelkyně      |
| Simona Postlerová          | dlužnice Sobotková                       |
| Stanislav Lehký            | Faloutův soused                          |
| Eva Leinweberová Nosálková | sociální pracovnice Vlková               |
| Miroslav Babuský           | zákazník                                 |
| Michal Gulyáš              | dlužník Luboš Falout                     |
| Natálie Hejlová            | Jana, Pavlova dívka                      |
| Petra Horváthová           | policistka                               |
| Jiří Rendl                 | policista                                |

## Tvůrci filmu
- scénář: Nataša Slavíková, Petr Slavík
- režie: Petr Slavík
- dramaturg: Martin Ryšavý, Martin Daniel, Benjamin Slavík
- kamera: Martin Štrba
- kostýmy: Katarína Štrbová Bieliková
- masky: Andrea McDonald
- producent: Nataša Slavíková; Vít Janeček a Zuzana Piussi (VIRIUSfilm)
- koproducent: kreativní producent Jaroslav Sedláček (Česká televize)

## Citáty
| „                                     | Nápad na snímek Tancuj Matyldo vznikl před více než sedmi lety, ještě za života mé matky trpící Alzheimerovou chorobou. Péče o ni přinášela i řadu humorných či tragikomických situací. Maminka do ústavu nechtěla, musela jsem otci slíbit, že ji tam nedám. Netušila jsem, co bude slib obnášet. Za jeho splnění vděčím mimo jiné i podmínkám, které tuto péči v domácím prostředí umožnily, a oběma synům. Přes řadu složitých situací to naši rodinu stmelilo. | “ |
| — producentka a scenáristka Slavíková | |   |

| „                | Kromě toho, že jsou to oba vynikající herci a typově do svých postav přesně zapadají, tak příběh jim dává možnost ukázat své herecké umění v polohách pro ně nových. | “ |
| — režisér Slavík | |   |

## Ocenění
- Hlavní cena na Mezinárodním filmovém festivalu Santa Fé (SFiFF) v Novém Mexiku (USA) (2024)[5]

## Recenze
- Věra Míšková, Právo / Novinky.cz  90 %[6]
- Mirka Spáčilová, MF DNES / iDNES.cz  65 %[7]
- Martin Šrajer, Salon[8]